# Uroplata obscurella
Uroplata obscurella es una especie de insecto coleóptero de la familia Chrysomelidae.
Fue descrita científicamente en 1921 por Wesie.